# 向氏宜湾殿内
向氏 宜湾殿内（しょううじ ぎわんどぅんち）は、唐名・向嗣孝、前川親方朝年を系祖とする琉球王国の士族（首里士族）。王国末期に宜野湾間切（現・宜野湾市）の総地頭を務めた琉球王国の大名。小禄御殿の支流（分家）。

## 概要
系祖の六世・朝年は、小禄御殿四世・（大）具志頭王子朝盛の次男、島尻大里親方朝成の四男である。11世・朝昆、12世・朝保は、共に三司官を務めた。朝保は、明治維新慶賀使の副使を務めたが、尚泰王を琉球藩王にするとの大命を受けたため、帰国後売国奴として非難され、不遇の晩年を送った。『沖縄三十六歌仙』を編纂するなど、自身も歌人として著名。尚泰王の次男・尚寅が宜野湾王子を称したので、同じ家名を避けて宜湾に改めた。

## 系譜
- 六世・前川親方朝年
- 七世・前川親方朝邑
- 八世・前川親方朝夷
- 九世・朝宜（家名称号不明）
- 十世・朝亮（伊是名親方）[1]
- 十一世・宜野湾親方朝昆
- 十二世・宜湾親方朝保
- 十三世・宜野湾親雲上朝邦
- 十四世・宜湾里之子朝松